# Bandera de les Llosses
La bandera oficial de les Llosses té la següent descripció:
Bandera apaïsada de proporcions dos d'alt per tres de llarg, dividida diagonalment en barra. La part superior i al pal, de color verd, i la inferior i al vol, de color groc. Al cantó del pal, dues llosses de color groc, creuades en sautor damunt les diagonals d'un quadrat imaginari d'altura d'1/2 de la bandera i separat de l'angle per 1/18.
Va ser aprovada el 17 d'octubre de 1995 i publicada en el DOGC el 3 de novembre del mateix any amb el número 2123.